# Hwang Sun-hong
Hwang Sun-Hong (14 juli 1968) is een voormalig Zuid-Koreaans voetballer.

## Clubcarrière
Hwang Sun-Hong speelde tussen 1991 en 2002 voor Bayer Leverkusen, Wuppertaler SV, Pohang Steelers, Cerezo Osaka, Suwon Samsung Bluewings, Kashiwa Reysol en Chunnam Dragons.

## Zuid-Koreaans voetbalelftal
Hwang Sun-Hong debuteerde in 1988 in het Zuid-Koreaans nationaal elftal en speelde 103 interlands, waarin hij 50 keer scoorde. Hij vertegenwoordigde zijn vaderland eveneens op de Olympische Spelen 1996 in Atlanta, waar de Zuid-Koreaanse ploeg onder leiding van bondscoach Anatolij Bysjovets in de groepsronde werd uitgeschakeld. Hwang Sun-Hong was een van de drie dispensatiespelers in de selectie.